# Survival Kids
Survival Kids é um jogo de Game Boy Color desenvolvido pela Konami e lançado em 1999. O enredo do jogo envolve sobreviventes perdidos em uma ilha. O jogo possui uma estrutura na qual o jogador tem várias opções de progredir durante o jogo.

## História
A história é básicamente a de um garoto ou garota (personagem que pode ser selecionado) que esta perdido em uma ilha deserta a qual deve manter esforços para trabalhar em favor de sua sobrevivência e encontrar uma forma de escapar para a civilização.

## Sequências
Um segundo jogo de Survival Kids foi produzido para o Game Boy, mais somente para o Japão. Lost in Blue, Lost in Blue 2 e Lost in Blue 3 são as sequências lançadas para o Nintendo DS, as quais foram lançadas em 2005, 2006 e 2008 respectivamente.

## Ligações Externas
- Ficha do jogo no IGN(em inglês)